# Ravna Gora
Ravna Gora (in italiano Montedritto o Montecampo) è un comune di 2 453 abitanti della regione litoraneo-montana in Croazia.

## Località
Il comune di Ravna Gora è composto dai seguenti 6 insediamenti (naselja): Kupjak, Leskova Draga, Ravna Gora, Stara Sušica, Stari Laz, Šije